# Tinajas 1ra. Sección
Tinajas 1ra. Sección är en ort i Mexiko.   Den ligger i kommunen Tapachula och delstaten Chiapas, i den sydöstra delen av landet, 900 km sydost om huvudstaden Mexico City. Tinajas 1ra. Sección ligger 17 meter över havet och antalet invånare är 1 055.
Terrängen runt Tinajas 1ra. Sección är platt. Runt Tinajas 1ra. Sección är det ganska tätbefolkat, med 129 invånare per kvadratkilometer. Närmaste större samhälle är Puerto Madero, 10,0 km väster om Tinajas 1ra. Sección. Omgivningarna runt Tinajas 1ra. Sección är en mosaik av jordbruksmark och naturlig växtlighet.